# Anna-Lena Fritzon
Anna-Lena Fritzon, född 7 mars 1965 i Falun, är en svensk längdskidåkare, skidskytt och triathlet.
Fritzon blev den första svenska dam som tog en guldmedalj i världsmästerskapen för juniorer. Det skedde 1985 i Täsch i Schweiz på 10 km längdskidor. Samma år vann hon SM-guld på 5 km och blev trea på 10 km i Falun på världscupen. 1988 tog hon en andraplats i världscupen i längdskidåkning i Toblach i Italien där hon även ingick i det svenska stafettlag som vann.
Hon var med i två olympiska spel; i Calgary 1988 och i Lillehammer 1994. I Calgary-OS slutade hon nia på 20 km som bästa svenska. Hon deltog i två världsmästerskap i längdskidåkning; i Lahtis 1989 och i Falun 1993. I VM i Falun 1993 slutade hon tia på 30 km och blev bästa svenska.
1984 deltog hon i världsmästerskapen i skidskytte (damernas första VM) i Chamonix i Frankrike. Hon slutade nia och bästa svenska på 10 km och kom fjortonde på sprinten.
1985 tog hon silver i Europamästerskapen i triathlon i Immenstadt im Allgäu i Tyskland.